# Yosef Chaim Sonnenfeld
Pour les articles homonymes, voir Sonnenfeld.
Yosef Chaim Sonnenfeld (ou Zonnenfeld) est un rabbin orthodoxe, né à Vrbové le 1er décembre 1848 et mort à Jérusalem le 26 février 1932).
Succédant au Rav Shmouel de Salant à la tête du rabbinat de Jérusalem en 1910, il est l'un des cofondateurs de la Edah Haredit, en faveur d'une séparation totale entre les orthodoxes et les non-orthodoxes et opposée au sionisme. 
Ses positions l'érigent en adversaire du Grand-rabbinat de Palestine créé par les autorités mandataires britanniques et de son représentant, le Rav Kook. Il milite activement pour que les institutions du vieux Yichouv ne tombent pas sous le contrôle des autorités laïques.

## Éléments biographiques

### Jeunes années
Chaim Sonnenfeld (le prénom Yossef sera ajouté à la suite d'une grave maladie) naît à Vrbové, dans l'actuelle Slovaquie. Son père, Rabbi Avraham Shlomo Sonnenfeld, meurt alors qu'il est âgé de cinq ans. Il étudie à Pressburg auprès du Ksav Sofer et  à Kobersdorf.

### Alya
En 1873, il monte en terre d'Israël avec son maître le rabbin Avrham Haim Shaag-Tzounberg. Il s'établit dans la Vieille Ville de Jérusalem où il devient le bras droit du rabbin Diskin dans ses activités communautaires, comme la fondation des écoles et de l'orphelinat  du quartier de Batei Oungarin. Il est l'un des fondateurs du Vaad hair leQéhilat haAchkenazim (Conseil de la Cité pour la communauté achkenaze).

### Grand Rabbin
À la mort du rabbin Yéhochoua Leib Diskine, le rabbin Shmouel Salant, alors affaibli par l'âge, recherche une aide et insiste pour que ses proches se pressent de nommer Reb'Haïm, grand rabbin de Jérusalem. Ce n'est qu'après la mort du Rabbin Shmouel qu'il se sentit forcé d'accepter le poste, craignant que des opposants (les sionistes laÏques)  s'imposent au rabbinat. Accédant à ce poste,  il crée un Bet Din (tribunal rabbinique) indépendant du rabbinat officiel de Jérusalem. 

## Différend avec le rabbinKook
Malgré les différents conflits qu'il a avec le rabbin Kook, ils avaient une relation chaleureuse et respect mutuel. Ainsi, en 1913, les deux ont voyagé ensemble dans le Nord d'Israël afin de soutenir les agriculteurs pratiquants.

## Activités politiques, en collaboration avecJacob Israël de Haan
De Hahn estime qu'une conférence autour de la religion peut résoudre le conflit avec les Arabes. En 1924, De Haan initie une réunion entre le rabbin Yosef Chaim Sonnenfeld, l'émir Fayçal et le roi Abdallah.  Étant donne que  le rabbin Zonenefeld a juré de ne pas sortir de Jérusalem, il demande au rabbin Reuven Shlomo Yungeize, au rabbin Moshe Leib Bernstein  et au rabbin Avraham Chaim Naeh de le délier de son serment. Il est reçu avec honneurs au palais royal jordanien.  Fayçal,  qui représente le mouvement international arabe, y compris les Palestiniens, déclare durant cette session, que «les Arabes reconnaissent les droits historiques des Juifs sur la Terre d'Israël." Il ajoute:" Cependant, nous sommes préoccupés par la politique du refus des sionistes, et nous sommes d'accord de négocier la mise en place d'une autonomie juive en Palestine, uniquement avec vous, les Juifs ultra-orthodoxes, parce que nous avons confiance que vous ne détruirez les fondements de l'éducation et de la modestie de nos fils et de nos filles." 